# العلاقات المارشالية اللاتفية
العلاقات المارشالية اللاتفية هي العلاقات الثنائية التي تجمع بين جزر مارشال ولاتفيا.

## مقارنة بين البلدين
هذه مقارنة عامة ومرجعية للدولتين:
| وجه المقارنة                                              | جزر مارشال                     | لاتفيا                                             |
| --------------------------------------------------------- | ------------------------------ | -------------------------------------------------- |
| المساحة (كم2)                                             | 181                            | 64.59 ألف                                          |
| عدد السكان (نسمة)                                         | 53.13 ألف                      | 1.93 مليون                                         |
| الكثافة السكانية (ن./كم²)                                 | 29.35 ألف                      | 29.88                                              |
| العاصمة                                                   | ماجورو                         | ريغا                                               |
| اللغة الرسمية                                             | لغة إنجليزية، اللغة المارشالية | اللغة اللاتفية                                     |
| العملة                                                    | دولار أمريكي                   | يورو، لاتس لاتفي، الروبل اللاتفي ‏، الروبل اللاتفي ‏ |
| الناتج المحلي الإجمالي (بليون دولار)                      | 199.40 مليون                   | 30.26 مليار                                        |
| الناتج المحلي الإجمالي (تعادل القوة الشرائية) بليون دولار | 207.25 مليون                   | 49.24 مليار                                        |
| الناتج المحلي الإجمالي الاسمي للفرد دولار أمريكي          | 3.38 ألف                       | 14.06 ألف                                          |
| الناتج المحلي الإجمالي للفرد دولار أمريكي                 | 3.80 ألف                       | 23.55 ألف                                          |
| مؤشر التنمية البشرية                                      |                                | 0.819                                              |
| رمز المكالمات الدولي                                      | +692                           | +371                                               |
| رمز الإنترنت                                              | .mh                            | .lv                                                |
| المنطقة الزمنية                                           | ت ع م+12:00                    | ت ع م+02:00، ت ع م+03:00، أوروبا/ريغا ‏             |

## منظمات دولية مشتركة
يشترك البلدان في عضوية مجموعة من المنظمات الدولية، منها:
| علم المنظمة | اسم المنظمة                   | تاريخ انضمام جزر مارشال | تاريخ انضمام لاتفيا |
| ----------- | ----------------------------- | ----------------------- | ------------------- |
|             | البنك الدولي للإنشاء والتعمير | 21 مايو 1992            | 11 أغسطس 1992       |
|             | يونسكو                        | 30 يونيو 1995           | 9 يوليو 1951        |
|             | الاتحاد الدولي للاتصالات      | 22 فبراير 1996          | 11 ديسمبر 1921      |
|             | مؤسسة التمويل الدولية         | 23 سبتمبر 1992          | 29 سبتمبر 1993      |
|             | منظمة الشرطة الجنائية الدولية | ?                       | ?                   |
|             | الأمم المتحدة                 | 17 سبتمبر 1991          | 17 سبتمبر 1991      |
|             | مؤسسة التنمية الدولية         | 19 يناير 1993           | 11 أغسطس 1992       |
|             | منظمة حظر الأسلحة الكيميائية  | ?                       | ?                   |

## وصلات خارجية
- موقع وزارة الخارجية اللاتفية